# Pär Edwardson
Pär Edwardson, född 29 januari 1963 i Västra Frölunda i Göteborg, är en svensk musiker, låtskrivare och producent. Han var medlem av det nu upplösta metalbandet Biscaya från 1982 och har genom flera år spelat med Björn Rosenström, som han har producerat flera skivor för. Han har dessutom arbetat som musiker och producent med bl.a. Carola Häggkvist, Max Martin, Mattias Eklundh, Kee Marcello, Lasse Kronér, E8 Profilensemble, Jenny Willén, Stonecake, Road Ratt, Psychotic Youth, Dance With A Stranger, Ole Edvard Antonsen, Peter Apelgren, Mary Beats Jane och Bjørn Nessjø. År 1993 var Pär Edwardson nominerad till Årets Producent på Zeppelingalan, för Road Ratts debutskiva. Tillsammans med Håkan Svensson (Nationalteatern) äger han inspelningsstudion BongoRecordings i Göteborg.
Edwardson har i eget namn och på det egna bolaget Rekord Records utgivit cd:n Bodybuilding - but with centimetre?. Han har i augusti 2015 utgivit sitt andra album, PearShaped.

## Diskografi i urval (som producent)
- Psychotic Youth: ...be in the sun, 1992
- Triple & Touch: T & T, 1993
- It's Alive: Earthquake Vision, 1993
- Stonecake: In the Middle of Nowhere, 1995
- Psychotic Youth: Small Wonders, 1996
- Mattias Rust: Om några år, 1999
- Triple & Touch: I stereo, 2001
- Frälsningsarmén med Tomas von Brömssen och Triple & Touch: I goda händer, 2001
- E8 Profilensemble: Sweet Donald Sticks, 2019

## Diskografi med Biscaya
- Biscaya, 1983
- On 45, 1984

## Diskografi (egen)
- The Best of Miracles, 2004
- Bodybuilding - but with centimetre?, 2005
- PearShaped, 2015